# 1976年鐵路
此條目列出1976年發生有關鐵路運輸的事件。

## 事件

### 1月
- 1月11日：逍遙山站啟用。

### 2月
- 2月15日：名古屋鐵道瀨戶線停運。

### 3月
- 3月27日：華盛頓地鐵紅線通車[1]。

### 4月
- 4月1日：仙台市電停運、京都市電部分停運。
- 4月4日：名古屋鐵道知多新線延長至野間站。
- 4月8日：相模鐵道泉野線通車。
- 4月26日：岡多線延長至新豐田站。

### 5月
- 5月6日：都營地下鐵6號線由高島平站延長至西高島平站。

### 6月
- 6月1日：開通貝爾格萊德－巴爾鐵路，橫貫巴爾幹半島[2]。
- 6月6日：蒙特利爾地鐵綠線由祖列特站延長至安諾利·波格朗站，同時加設普雷方丹站。
- 6月10日：札幌市營地下鐵東西線通車，來往琴似站至白石站。

### 8月
- 8月8日：北城市線以英國全國鐵路的路線恢復營運。

### 9月
- 9月4日：橫濱市營地下鐵1號線由上大岡站延長至上永谷站，同時由伊勢佐木長者町站延長至橫濱站，與3號線直通運行。
- 9月20日：布魯塞爾地鐵通車。

### 10月
- 10月15日：東京急行電鐵田園都市線延長至月見野站。
- 10月31日：臺鐵台中港線通車。

### 11月
- 11月9日：巴黎地鐵13號線延長至香榭麗舍-克列孟梭站。

### 12月
- 12月17日：基輔地鐵庫雷尼夫卡-紅軍線通車，來往加里寧廣場站（後來改名十月革命廣場站）至紅場站。
- 12月31日：布達佩斯地鐵3號線通車，來往戴阿克·費倫茨廣場站至那基瓦拉德廣場站（英语：Nagyvárad tér (Budapest Metro)）。